# ブラス (企業)
株式会社ブラス（BRASS co,Ltd,.）は愛知県名古屋市に本社を置く、直営の結婚式場を運営する企業である。
愛知県・岐阜県・三重県・静岡県に24の完全貸切ゲストハウスの結婚式場を展開する。創業当時から完全貸切ゲストハウス、ウエディングプランナー一貫制、オープンキッチンのスタイルを取る。

## 沿革
- 1998年4月3日 - 有限会社ブラス設立[1]。
- 2004年
  - 3月18日 - 株式会社ブラスへ組織変更[1]。
  - 12月 - 日本証券業協会グリーンシート銘柄に指定される[1]。
- 2007年
  - 11月11日 - 株式会社ユナイテッドアローズと業務提携。
  - 11月 - グリーンシート銘柄の指定取り消し[1]。
- 2016年3月9日 - 東証マザーズおよび名証セントレックスに株式を上場[4]。
- 2017年
  - 4月7日 - 東京証券取引所一部及び名古屋証券取引所一部に市場変更。
  - 7月1日 - 株式会社ビーラインよりブライダル事業の「ヴィラエッフェ」を譲り受け[5]。
- 2022年4月4日 - 株式市場の区分見直しにより、東証プライム及び名証プレミアへ移行。
- 2023年10月20日 - 東京証券取引所における市場区分をスタンダード市場へ変更。

## 結婚式場
ゲストハウス・レストランウエディング
- ミエルココン
- ミエルシトロン
- クルヴェット名古屋
- ラピス アジュール
- マンダリン アリュール
- ルージュ:ブラン

- ミエルクローチェ
- オランジュ:ベール
- ブルー:ブラン
- ブラン:ベージュ
- マンダリンポルト
- ヴェールノアール

- ルージュアルダン
- アージェントパルム
- ミエルクローチェ
- ヴェルミヨンバーグ
- ブルーレマン名古屋
- オリゾンブルー

- ラピスコライユ
- ブランリール大阪
- ブルーグレース大阪
- アトールテラス鴨川
- アコールハーブ
- アーブルオランジュ